# Bikfaïya
Bikfaïya är en ort i Libanon.   Den ligger i guvernementet Libanonberget, i den centrala delen av landet, 18 kilometer öster om huvudstaden Beirut. Bikfaïya ligger 917 meter över havet och antalet invånare är 20 000.
Terrängen runt Bikfaïya är huvudsakligen kuperad, men norrut är den bergig. Terrängen runt Bikfaïya sluttar västerut.Runt Bikfaïya är det mycket tätbefolkat, med 2 345 invånare per kvadratkilometer.. Närmaste större samhälle är Beirut, 17,8 kilometer väster om Bikfaïya. 